# Tierra Alta
La Tierra Alta (oficialmente en catalán, Terra Alta) es una comarca española, situada en la provincia de Tarragona, Cataluña.
Su nombre se asocia a la producción vinícola, la cual cuenta con el reconocimiento de la denominación de origen Terra Alta. De esa tradición productiva surgen los edificios modernistas de las cooperativas agrícolas de Gandesa y de Pinell de Bray, diseñadas por el arquitecto Cèsar Martinell y declaradas Bien de Interés Cultural en la categoría de Monumento. La capital de la comarca es Gandesa.
La monumentalidad de pueblos como Horta de San Juan, Arnes o Batea, el Parque natural de Los Puertos, los espacios históricos de la batalla del Ebro y la vía verde de la Terra Alta, en el antiguo trazado del ferrocarril del Valle de Zafán, completan el atractivo turístico comarcal.

## Geografía

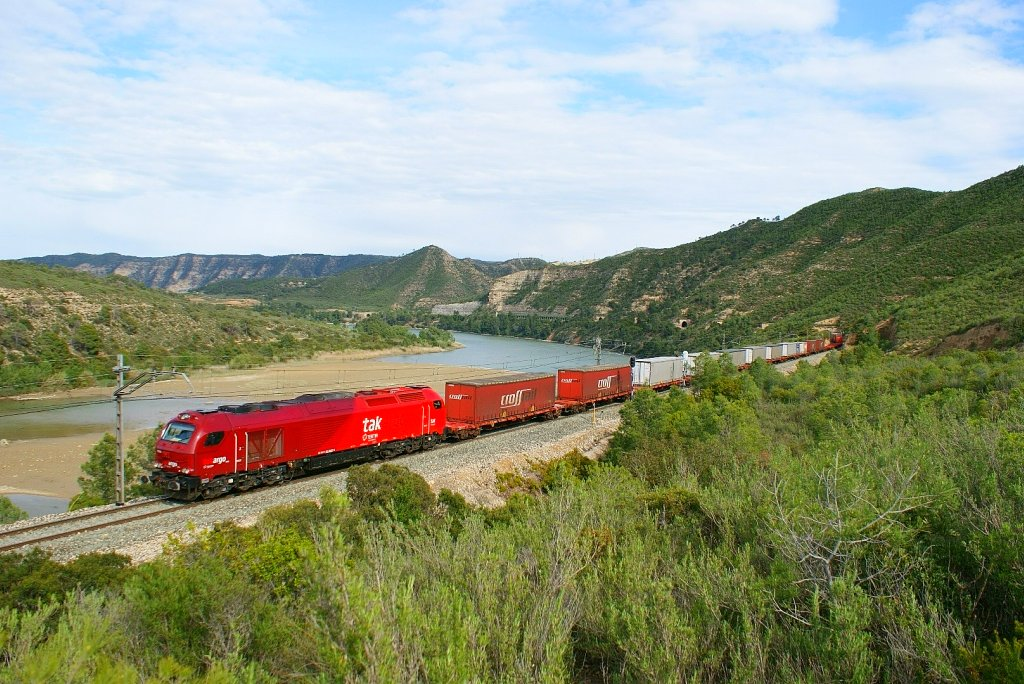
El río Matarraña en Aragón, antes de entrar en la Tierra Alta.

La Tierra Alta está constituida por un conjunto de tierras elevadas situadas en la margen derecha del río Ebro. Es una comarca formada por doce municipios de una gran variedad paisajística. El nombre de Tierra Alta le viene por esta situación de territorio despegado respecto a las comarcas vecinas de Ribera de Ebro y Bajo Ebro. La Tierra Alta es una comarca sin ríos importantes, de hecho solo toca el curso del Ebro en la punta del extremo norte, en la confluencia con el Matarraña, en pleno embalse de Ribarroja.
La comarca se organiza en torno a Gandesa, capital comarcal. Los límites comarcales actuales son los mismos que se definieron en 1936 y posteriormente en 1987. Se extiende por una superficie de 743,36 km² y en 2018 tenía una población de 11 483 habitantes.
La Tierra Alta pertenece a dos grandes unidades de relieve: la Depresión Central y la Cordillera Prelitoral.
Las sierras del sector meridional corresponden plenamente a la Cordillera Prelitoral. Estas sierras constituyen una alineación montañosa, de noreste a suroeste, que cierra y separa las tierras que reciben la influencia marítima de las tierras interiores. En el sector oriental de la comarca, que limita con la Ribera de Ebro, están las sierras de la Torre, de Caballos (660 m) y de Pàndols (705 m). Hacia el sur, hay numerosas colinas, muelas y sierras, que forman un relieve escarpado, roto con numerosos valles estrechos y profundos, que enlaza con los Puertos de Beceite: sierra de los Corrales, colina de Grillete (1072 m), sierra de Paüls, sierra de la Espina, (la Espina, 1182 m) y sierra del Coc.
El predominio de la roca caliza compacta y la existencia de numerosos plegamientos han dado lugar a relieves muy característicos. Los valles estrechos con paredes desnudas de vegetación y casi verticales, las simas y las cuevas hacen que se trate de un relieve espectacular.
El límite de la Cordillera Prelitoral Catalana y la Depresión del Ebro es difícil de ver debido a la erosión diferencial según la resistencia de los materiales. Junto a las calizas mencionadas hay unos conglomerados muy consolidados que han resistido fuerza a la erosión, y donde los ríos y torrentes han desfiladero, dando lugar a relieves similares a los de Montserrat.

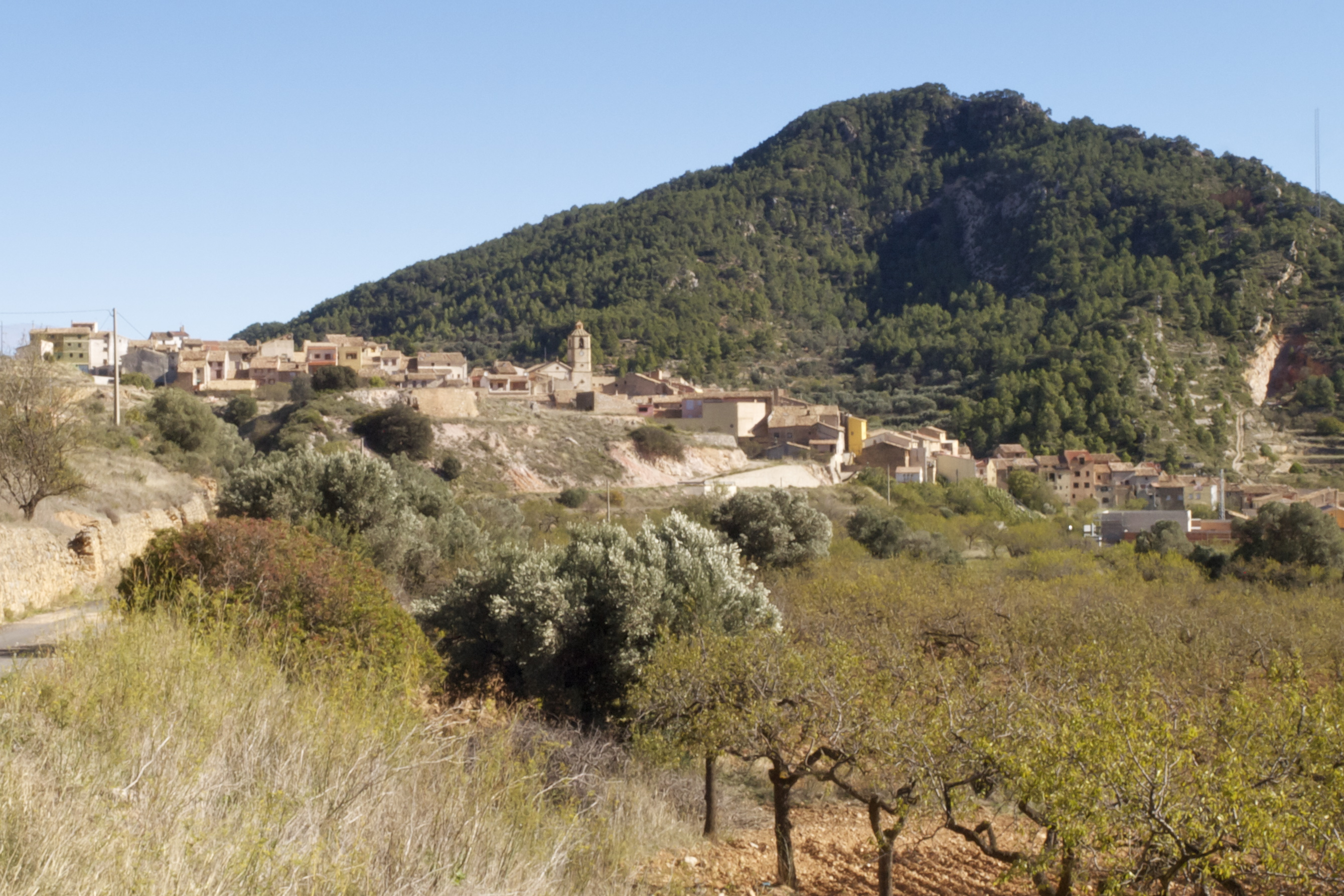
Prat de Compte.

Más hacia al norte el relieve es más llano, incluido ya en la Depresión del Ebro. Es un auténtico meseta, ligeramente erosionado por los ríos, torrentes y barrancos, que se encuentra normalmente secos, como río de las Canaletas, el río Seco, el barranco del Valle Mayor, el barranco de las Capçades y el barranco de Voravall.
Los estratos son casi verticales, o ligeramente inclinados hacia el norte o noroeste. Es por ello que la meseta va perdiendo altitud hacia el norte.
La erosión ha excavado barrancos anchos valles cuencas de erosión, como el de Gandesa. Allí donde una capa dura ha resistido a la erosión hay un relieve tabular, con colinas y sierras alargadas y con cimas llanos, como la sierra de Fatarella.

### Hidrografía
La comarca actual de la Tierra Alta no es atravesada por ningún río importante. Son cursos intermitentes, que solo llevan agua en periodos de lluvias importantes.
A pesar de la carencia de cursos de agua en la comarca, la Tierra Alta es delimitada por cursos importantes de agua: el Ebro, el Matarraña y el Algás.
El Ebro toca la Tierra Alta por su extremo norte, justo en la confluencia del Ebro con el Matarraña. El Ebro pasa por un valle estrecho, actualmente inundado por las aguas del embalse de Ribarroja. Precisamente en el fondo del valle estaba el pueblo de Fayón, dentro de Aragón, que al ser inundado por las aguas fue reconstruido a 239 metros de altitud.
El Matarraña y su afluente más importante, el río Algás, tienen un caudal regular y un recorrido con numerosos meandros. Son ríos que tienen parte de su lecho encajado en desfiladeros o estrechos, sobre todo cuando atraviesan territorios con roca dura y compacta. El río Algás recorre durante un largo recorrido el límite de la comarca con tierras de Aragón. Se une al Matarraña poco antes de que este vierta sus aguas al Ebro.

### Clima

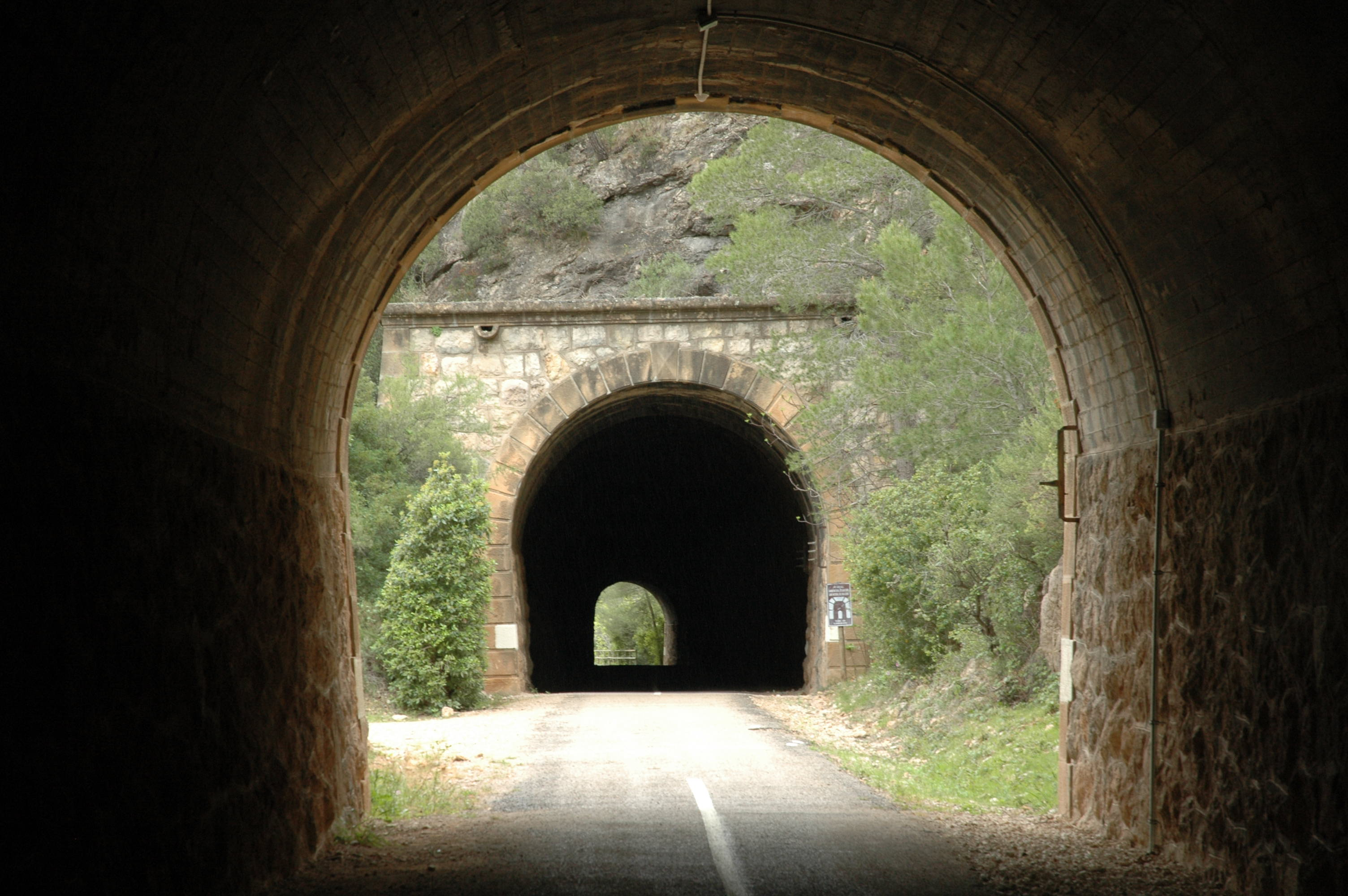
Vía verde de la Tierra Alta.

El clima de la Tierra Alta es mediterráneo con tendencia continental, en especial la mitad norte. La mitad sur recibe más la influencia del aire marítimo, sobre todo en las solanas y lugares más encarados al mar. En la mitad norte el clima es más seco y la amplitud térmica entre el invierno y el verano es mayor. Al sur, además de la influencia suavizadora del aire marítimo, se produce el efecto derivado de la altitud, con ambientes más frescos y húmedos. Las temperaturas medias anuales se sitúan entre los 10 °C, en los picos más altos, y los 14 °C en los sectores inferiores. Los inviernos son largos y fríos, de entre 5 °C y 6 °C de temperatura media mensual en enero. En cambio, los veranos son más bien calurosos, de entre 22 °C y 25 °C en buena parte de la comarca, las más elevadas en el extremo septentrional. Las precipitaciones son escasas. Se recogen poco menos de 400 mm en los sectores septentrionales y más de 700 mm en las sierras más elevadas del sur. En buena parte de la comarca la media anual se sitúa entre 400 y 500 mm. Mayo suele ser el mes más lluvioso.

## Historia

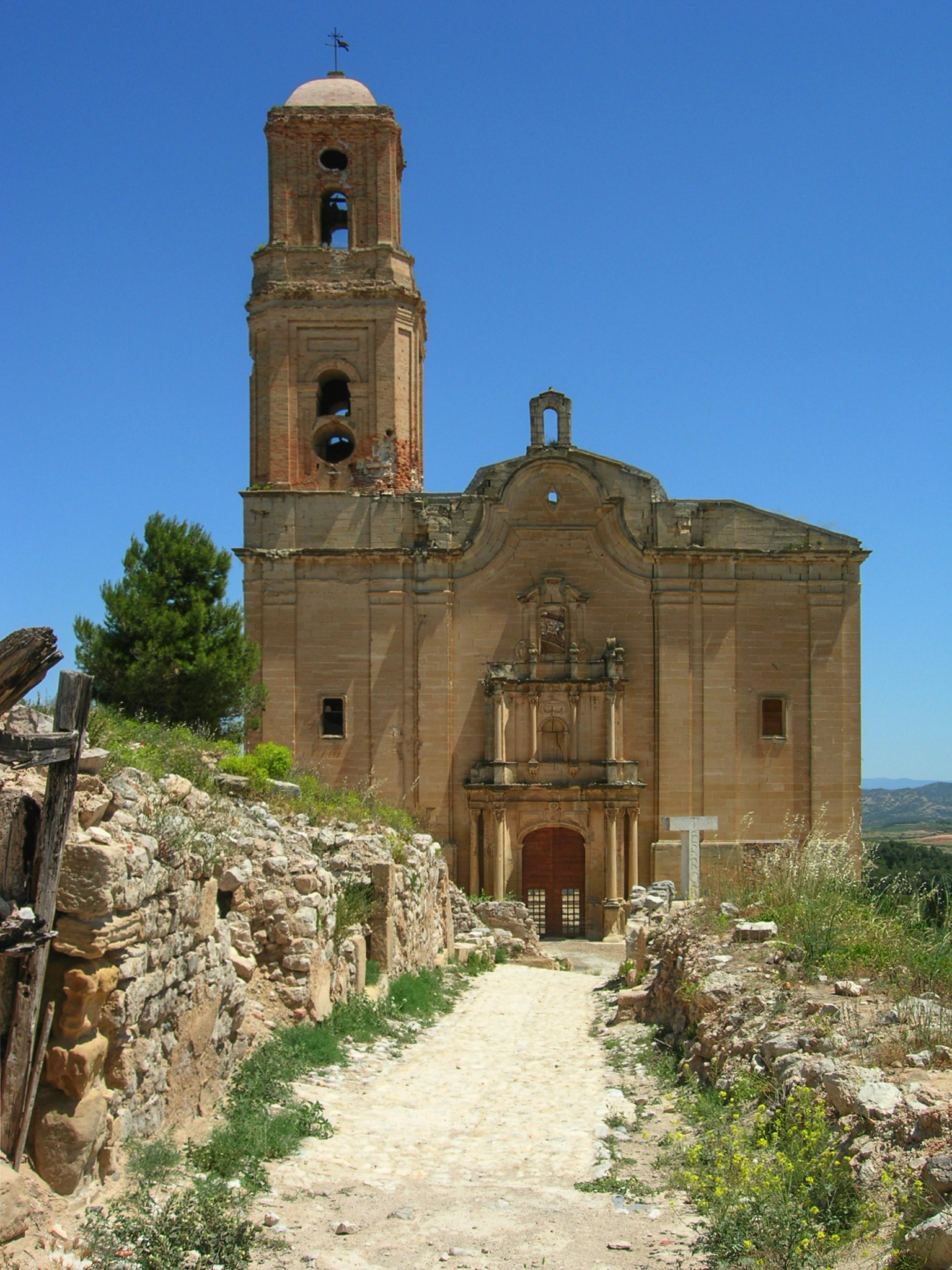
Iglesia de San Pedro, bombardeada durante la Guerra Civil, en Corbera de Ebro.

Durante la Guerra Civil española se encuentra en pleno corazón de la batalla del Ebro. En Gandesa se situaban las tropas de Franco. El día 3 de septiembre, durante una de las últimas ofensivas franquistas, el frente se rompió por el norte de Corbera de Ebro. Fue uno de los pueblos más afectados, quedando destruido a causa de los bombardeos, tanto de artillería como de la Legión Cóndor y la aviación italiana.
Tras la batalla del Ebro y del final de la Guerra Civil, Corbera había perdido exactamente una tercera parte de la población. Con el paso de los años, los corberanos fueron abandonando las casas medio derruidas de la colina del pueblo y se fue trasladando a casas nuevas edificadas en la parte baja, donde se sitúa actualmente el núcleo poblacional principal. Los últimos habitantes del pueblo viejo lo abandonaron en 2008.

## Economía
La Tierra Alta es una comarca básicamente agrícola, con una reducida actividad industrial.

### Agricultura

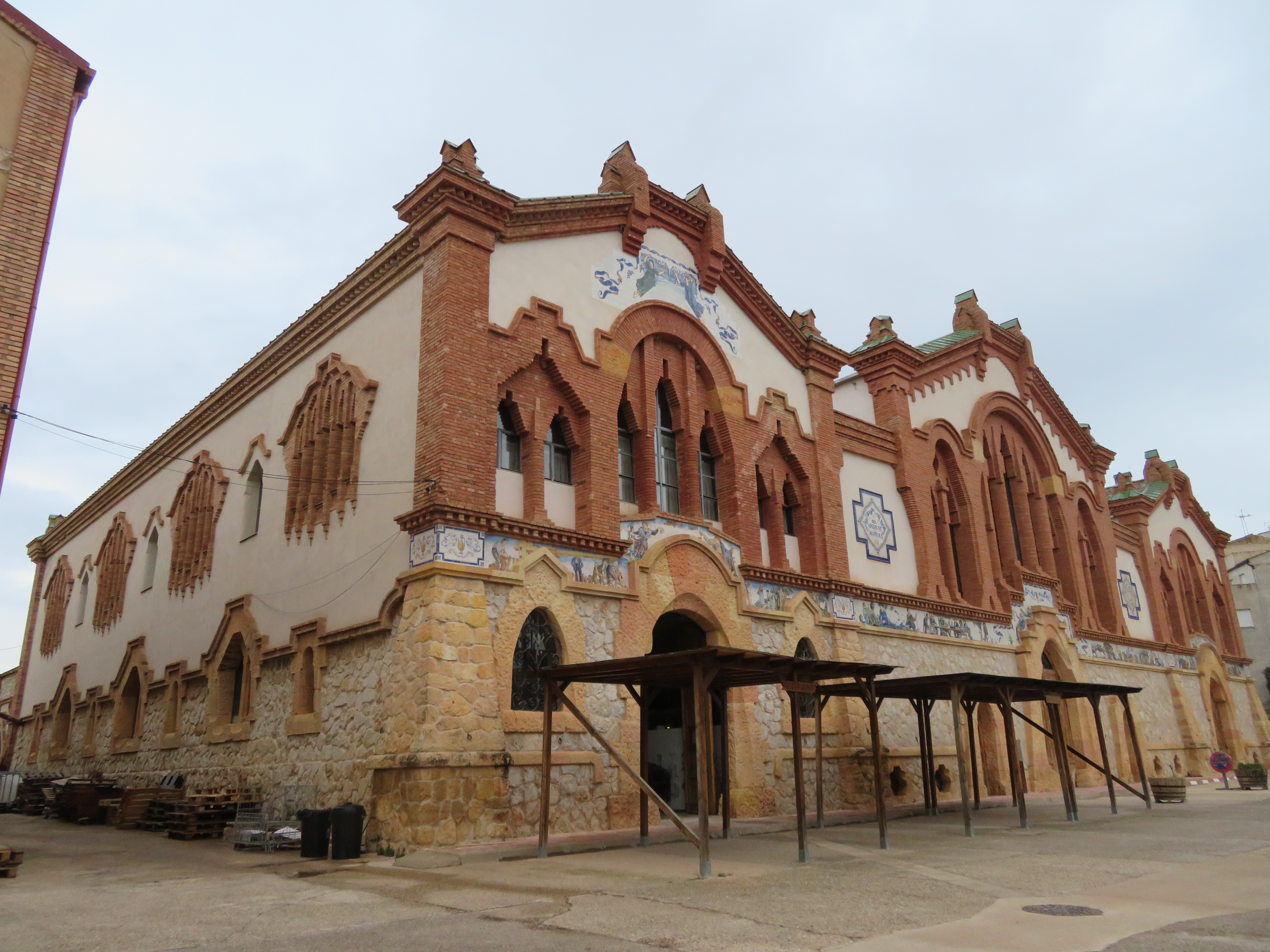
Bodega cooperativa de Pinell de Brai.

El campo es la base económica de la Tierra Alta. Solo el 42% de su superficie está cultivada. Puede parecer poco, pero hay que tener presente que la mitad meridional de su territorio presenta un relieve montañoso, debido al cual se hace difícil sacar un buen rendimiento de los cultivos. Solo el 1,5% es regadío, sobre todo de hortalizas, patatas y melocotones.
La falta de agua para regar las llanuras elevadas hace que predomine el secano, dedicado mayoritariamente a los cultivos leñosos. El secano es dominado por la vid (15 000 ha), que representa el 43% del total del secano. Genera un vino de calidad y de graduación alta.
Le sigue en importancia el almendro (6770 ha), que se ha extendido en los últimos años, en sustitución del olivo, que solo ocupa 4870 ha. El olivo sufrió un fuerte descenso, sobre todo después de las heladas de 1956. La avellana también se ha extendido últimamente, en especial en Fatarella.

### Industria

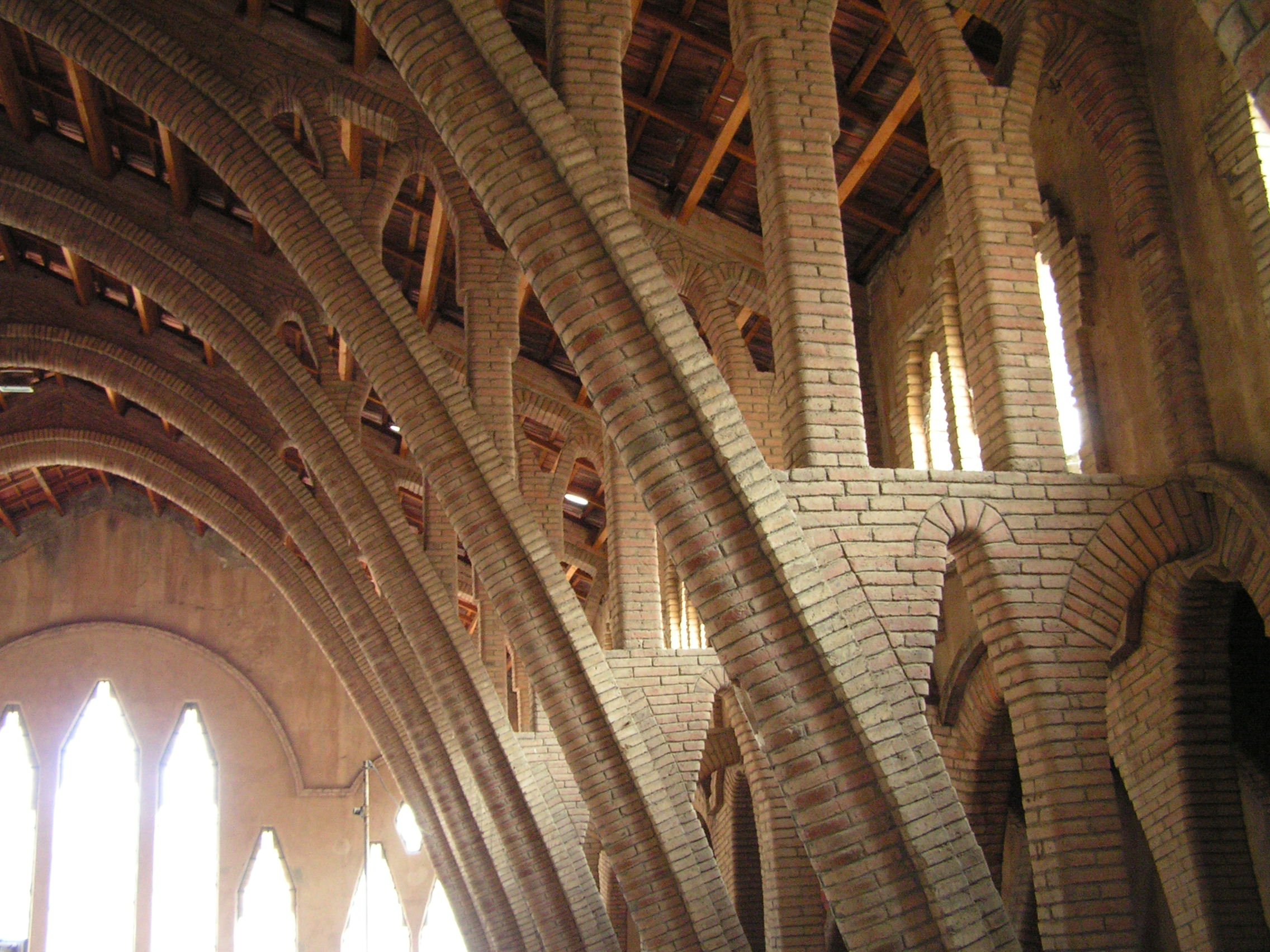
Cooperativa de Pinell de Bray.

En la Tierra Alta no existe mucha industria, la más destacada es la de la elaboración del vino, hecho especialmente en cooperativas. En 1918 se construyó el edificio de la cooperativa de Pinell de Bray y el año siguiente, el de la de Gandesa, las dos fueron obra del arquitecto modernista Cèsar Martinell. En la de Pinell hay unos interesantes frescos decorativos hechos por Xavier Nogués.
El vino tradicional de la Tierra Alta es blanco brisado y de alta graduación. Es un vino protegido con la denominación de origen Tierra Alta, elaborado por las cooperativas de Villalba de los Arcos, Gandesa y Batea. En Gandesa hay otras bodegas que elaboran vino de gran calidad.
Otras industrias son la de los materiales para construcción, confección y artes gráficas.

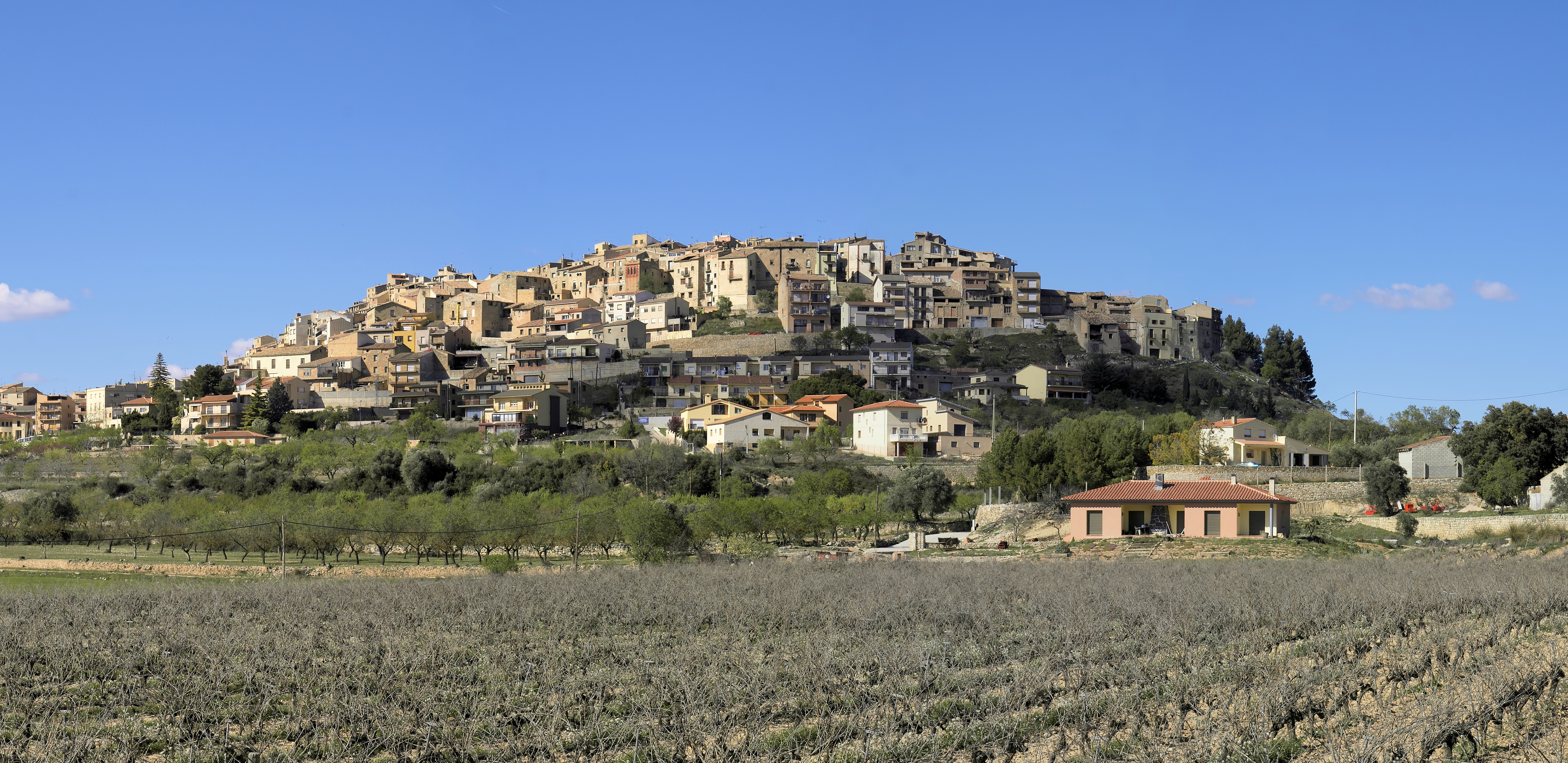
Horta de San Juan.

### Infraestructuras
Su situación geográfica, con la presencia de las sierras de Los Puertos que hacen de muralla en el suroeste y su situación elevada hace que sea una comarca sin comunicación principal. Hubo una vía ferroviaria que desde Tortosa atravesaba el Bajo Ebro, entraba en la Tierra Alta por Pinell de Bray y seguía por Prat de Compte, Bot y Horta de San Juan. Esta línea fue clausurada en 1973. Hay una línea de tren que pasa por el norte de la comarca, justo en el límite fronterizo con Aragón, con estación en Fayón-Puebla de Masaluca, en el término municipal de este último pueblo.

## Municipios

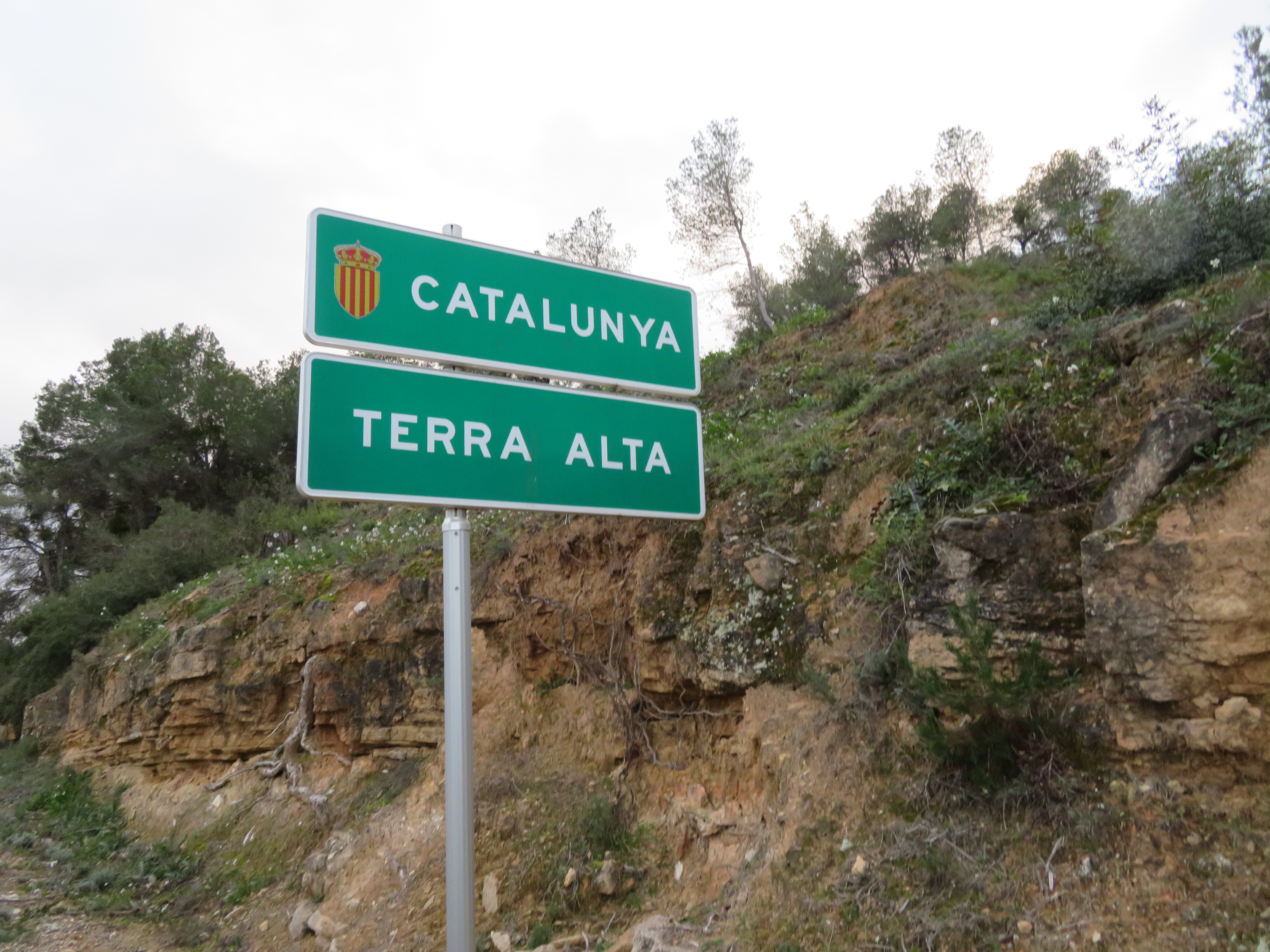
Comarca de la Terra Alta (Tierra Alta), Tarragona

El relieve accidentado, aunque no demasiado elevado, y el clima seco y caluroso en verano y frío en invierno han hecho de la Tierra Alta una comarca poco poblada, aunque durante el pasado tuvo lugar una intensa actividad agrícola y ganadera. A mediados del siglo XIV tenía una población de más de 4000 habitantes, siendo Gandesa y Batea los sectores con más habitantes. Después vino un periodo de pestes y guerras que hicieron disminuir la población, que no crecerá hasta el siglo XVIII, que comienza con menos de 4000 habitantes y termina con más del doble.
El primer censo moderno de 1857 da una población de 19 071 habitantes. La tendencia será la estabilización demográfica con un ligero crecimiento a finales de siglo. A principios del siglo XX aumenta un poco, hasta llegar al techo demográfico en 1920. Este censo registra 23 365 habitantes. Salvo Caseras y Prat de Compte, todos los demás municipios superan el millar de habitantes. A partir de 1920 la despoblación es la tónica generalizada de los pueblos de la Tierra Alta. El gráfico de la evolución de la población muestra esta tendencia. Se observa un fuerte descenso entre 1936 (21 457 habitantes) y 1940 (17 571 habitantes), debido a la guerra civil española. La Batalla del Ebro provocó muchas muertes entre la gente de la Tierra Alta.
La continúa perdiendo población hoy. Gandesa, la capital comarcal, tiene unos 3000 habitantes y ningún otro municipio supera los 2000 millares. 8 municipios tienen menos de 1000.
| Municipio             | Nombre oficial        | Población (2018) |
| --------------------- | --------------------- | ---------------- |
| Arnes                 | Arnes                 | 479              |
| Batea                 | Batea                 | 1967             |
| Bot                   | Bot                   | 668              |
| Caseras               | Caseres               | 273              |
| Corbera de Ebro       | Corbera d'Ebre        | 1130             |
| La Fatarella          | La Fatarella          | 1056             |
| Gandesa               | Gandesa               | 3117             |
| Horta de San Juan     | Horta de Sant Joan    | 1259             |
| Pinell de Bray        | El Pinell de Brai     | 1113             |
| Prat de Compte        | Prat de Comte         | 170              |
| Puebla de Masaluca    | La Pobla de Massaluca | 372              |
| Villalba de los Arcos | Vilalba dels Arcs     | 706              |